# Парламентські вибори у Вірменії 2018
Парламентські вибори у Вірменії 2018 — позачергові вибори до Національних зборів Вірменії, які відбулися 9 грудня 2018 року. Перемогу на виборах здобула партія Нікола Пашиняна «Мій крок», яка отримала понад 70 % голосів виборців, окрім неї, до парламенту пройшли Квітуча Вірменія та Освічена Вірменія.

## Результати
Явка виборців на момент закриття виборчих дільниць становила 48,63 % виборців. Такий відсоток є нижчим за показники виборів 2017 року (60,86 %). Деякі аналітики пов'язали низьку явку виборці зневірою до політиків, міграцією населення та відсутністю впливу адмінресурсу на електорат. За результатами виборів до парламенту пройшли 3 партії, а впевнену перемогу здобув блок прем'єр-міністра Нікола Пашиняна «Мій крок». Колишня правляча Республіканська партія не потрапила до нового скликання Національних зборів, набравши менше 5 %.
| Партії                                | Голоси    | %       | Місць | +/- |     |
| ------------------------------------- | --------- | ------- | ----- | --- | --- |
| Мій крок                              | 884 456   | 70,43 % | 88    | +83 |     |
| Квітуча Вірменія                      | 103 824   | 8,27 %  | 26    | -5  |     |
| Освічена Вірменія (Лусавор Айастан)   | 80 024    | 6,37 %  | 18    | +15 |     |
| Республіканська партія                | 59 059    | 4,70 %  | 0     | -58 |     |
| Дашнакцутюн                           | 48 811    | 3,89 %  | 0     | -7  |     |
| Блок «Ми»                             | 25 174    | 2,00 %  | 0     | -1  |     |
| Сасна Црер                            | 22 862    | 1,82 %  | 0     | —   |     |
| Орінац Еркир                          | 12 389    | 0,99 %  | 0     | —   |     |
| Рішення громадянина                   | 8530      | 0,68 %  | 0     | —   |     |
| Християнсько-демократичне відродження | 6456      | 0,51 %  | 0     | —   |     |
| Національний прогрес                  | 4122      | 0,33 %  | 0     | —   |     |
| Total                                 | 1 255 707 | 100 %   | 100 % | 105 | 105 |